# Claviger barbarus
Claviger barbarus é uma espécie de inseto do gênero Claviger, pertencente à família Formicidae.